# Chelsworth
Chelsworth ist ein Dorf und Civil Parish im District Babergh in der Grafschaft Suffolk, England. Im Jahr 2001 hatte es eine Bevölkerung von 146 Personen.